# Erinyes (ゲーム)
『Erinyes』（エリニュエス）は、2003年から2004年にかけて牧尾屋が制作した謎解きサスペンス型のアドベンチャーゲームである。2003年3月13日にフリーウェアとして公開されたが、2014年2月12日をもって配信を終了した。本項では、続編『雪月花』（せつげっか）についても解説する。

## 概要
拉致され、無人島に監禁された北住隼人ら4人の主人公が脱出を試みる、現在ではめずらしい本格派の純粋アドベンチャーゲーム。Pleiades Companyオリジナルブラウザゲーム第6弾である。全9章のフリーウェアとなっており、2003年3月に第1章と2章が公開されたのを皮切りに、2004年4月まで1章ごとの連載形式で作者のHPで公開されてきた。その後ベクターからの一括ダウンロードの時代を経て、2014年2月に公開を終了した。
先の読めないストーリー展開、ボリュームの多さ、グローバルスキップ（後述）などのシステム、完成度の高さなどから「窓の杜」や「ベクター」などで高い評価を得た。ベクターのゲーム部門では、2004年の完成当時ダウンロード数1位を獲得している。
本作品は主人公が複数制となっている。ひとつの謎に対する解決が、プレイヤーの選択している主人公、プレイヤーが組んでいるパーティー、今までの行動によって得られた知識やパラメータ、主人公が装備しているアイテムなどによって変化する。そのため、解決策は複数用意されており、その組み合わせによって物語は変化していく。マルチエンディングとなっており、全部で20種類存在する。他に主人公が死亡したり捕まったりするバッドエンドも多数存在する。
事件の全貌を知るためには、20種類すべてのエンディングを見る必要がある。イベント踏破数を確認できるようになっているが、同じエンディングを迎えるにも複数のイベントの組み合わせが存在するため、作者が用意した全てのイベントを見るには時間を要する。
背景は軍艦島の写真素材を多く利用している。また音楽はフリー素材のものが使用されている。
エンディング20（作品全体のトゥルーエンドという位置付け）の続編として、アドベンチャーゲーム『雪月花』（せつげっか）が制作された。全7章の予定で、第1章が2005年10月に公開されたが、未完に終わっている（後述）。
フリーウェア版と別に、画像やムービーの画質および音質を向上させた「ハイグレード版」が存在し、サーパラマーケットで販売されていた『Overwhelm2006』に収録されていたが、シェアウェアの販売終了に伴い2011年8月29日にフリーウェアとして公開された。これもまたフリーウェア版と同様に公開終了している。

## ゲームシステム
コマンド選択型のアドベンチャーゲームであり、プレイヤーは「主人公」が取る行動を選択することによって物語を進める。第1章は主人公が北住隼人で固定されているが、章が進むにつれて仲間が増え、最終的には4人となる。4人はそれぞれパーティーを自由に組むことができ、プレイヤーは常時視点を切り替え（＝「主人公」を変更）、行動することが可能である。ただしイベントによっては登場人物が別行動を取るため、「主人公」が強制になっている箇所もある。プレイヤーが選択した内容によって、第7章以降の主人公及びルートが確定する。ただし、第7章以降も選択肢は数多く、主人公が取る選択によってエンディングは変化する。また第6章までに迎えるエンディングも複数存在する。
プレイヤーは背景画面をマウスでクリックして調べることにより、アイテムを入手したり、移動したりすることができる。またパーティーを組んでいる仲間とは常時会話が可能であり、相談することによってヒントを得たり、危機を回避したりする箇所もある。入手したアイテムを装備することによって「主人公」の行動は変化し、敵を倒したり、困難な状況を打破したりすることができる。またアイテムはパーティーを組む仲間に渡したり、捨てたりすることができる。
4人の登場人物には体力ゲージが設定されている。攻撃を受けたり疲れたりすると体力は下がり、ゼロになるとゲームオーバーとなる。また4人の登場人物には隠されたパラメータが設定されており、その結果によっても進むシナリオが異なってくる。
本ゲームの特徴の一つにグローバルスキップがある。その章をクリアした後であれば、グローバルスキップをONにすると、その章を再プレイするとき、通過したルートがダイジェストで紹介されるため、プレイ時間を大幅に短縮することが可能である。また選択肢の中に「他の方法を試す」が出てきたときは、まだ通過したことのないイベントがあることを示しており、他のルートを探索、クリアするためのヒントとなる。

## ストーリー
目を覚ましたとき、北住隼人は牢獄に閉じ込められていた。所持品は全て奪われている。思い出したのは、半年前から倭国各地で起こっている謎の行方不明事件。自分がその被害者の1人に加わったことを悟った隼人は、牢屋に落ちていた物などを利用し、脱出に成功する。同じように拉致されていた舞阪南を助け出した隼人は、自分が長岬県の近くにある隅島（すみじま）と呼ばれる、かつて炭坑で栄えたが今は誰もいない無人島にいることを知る。謎の敵の目をかいくぐり、建物を抜け出したところに、拉致事件を調査に来た工作員ブラッド・イーストウッドが現れた。3人は迷路のような廃墟の市街地を抜け、ブラッドが用意した隠れ家に逃げ込んだ。そこで隼人は謎の少女ナサと出会う。
拉致事件を起こしているのは、隣国にある社会主義国家リーク共和国のテロリスト組織エリニュエスであった。4人は島の秘密を探りつつ、脱出を試みる。

## 登場人物

### 主人公
北住 隼人（きたずみ はやと）
第1章の冒頭より登場。倭国の長岬県隅吉在住。高校3年生で18歳。8月11日生。姉と妹がいる。
冬休みに入り、受験生にもかかわらず、悪友に誘われて港で夜釣りをしているときに不審な船を目撃してしまったため、拉致された。
普通の青年であり特殊な訓練を受けているわけではないが、その推理力、洞察力、行動力、判断力は、プロであるブラッドが驚くほど高い。またまっすぐな性格で、自分の危険を顧みず他人を助けるところがある。
舞阪 南（まいさか みなみ）
第1章より登場。夕日新聞社に勤める新米記者で23歳。
倭国人の行方不明事件を追い、不審な船があるという噂を聞きつけて2日前に長岬県浦間で探っていたところを見つかり、そのまま拉致された。
視力が0.05と低く、めがねを外すとなにも見えない。めがねに妙なこだわりを持っており、隼人やナサに心の中で突っ込まれている。
外見は大人っぽいが、実際はかなりドジな性格。またどんなものでも捨てられないタイプ。
ブラッド・イーストウッド
第2章より登場。USA（アメリカ合衆国）出身で、現在は国連軍に所属する工作員。31歳。ブラッドの名前は、「血まみれ」を意味している。金髪の大男で、夜でも常にサングラスをかけている。
拉致事件の真相と被害者救出、噂されている兵器開発の実態を探るため、隅島に潜入した。
両親と妹を全く関係のないテロ組織の爆弾で殺されたことから、テロ組織を憎み、徹底的に壊滅することを目的として動いている。能力は非常に高いが、組織の命令を無視して単独行動を取ることがある。
ナサ
第3章より登場。隼人たちの隠れ家の前で雨の中、兵士に追われていたところを助けられて仲間に加わる。
年齢、国籍、過去など、全てが不明。見掛けの年齢は14歳くらいで、白銀色の透き通った髪を持つ少女。瞳の色は水色。倭国の文字を読み、喋ることができる。

### その他の登場人物
メガイラ
第3章より登場。リーク国大佐。拉致事件の司令官として、秘密組織エリニュエスを指揮する。見掛けの年齢は24、5歳。蛇のような冷たく赤い瞳の持ち主。左腕に銀の腕輪をしている。
ウーランの実の孫である。しかしウーランからは冷たく扱われている。
アレク
第3章より登場。見掛けの年齢は17、8歳。リーク国軍人だが、メガイラの命を受けて直接動いているため、組織に縛られない立場に位置する。好戦的な赤い瞳の持ち主。左腕に銀の腕輪をしている。
メガイラとは大人の関係と思われる描写が存在する。
ウーラン
第4章より登場。75歳。リーク国の退役軍人で元大将。エリニュエスの指導者であり、拉致事件の首謀者である。
50年前の戦争では、両足を失いながらも倭国の侵略から国を守った。そのためリーク国では現在でも英雄視されており、人気も高い。また退役した現在でも、国に対する強い発言力を持っている。
戦争で両足を失ったことから、現在は義足をはめ、車椅子を使用して移動している。
上辺 徹（うわべ とおる）
第5章より登場。21歳。倭国金河県出身。倭国の名門である上辺一族の一企業、上辺重工の御曹司で大学3年生。
2か月前から消息を絶ち、南や下村とともに島へ拉致された。下村とともに隙を見てリーク国の上官を人質にとり、建物から出てきたところをブラッドに助けられる。
物腰が低く爽やかで、世慣れした感じの青年。
下村 安治（しもむら やすはる）
第5章より登場。42歳。倭国高島県出身。白髪混じりの中年男。18年勤めていた商社を半年前にリストラされてすぐに失踪。娘がいる。
南や上辺とともに島へ拉致された。上辺とともに隙を見てリーク国の上官を人質にとり、建物から出てきたところをブラッドに助けられる。
気が弱く、いつもオドオドとしている。
オルテス
第1章より登場。エリニュエスの一兵。名前は第5章で出てくる。
金髪で背が高く、何を考えているかわからない青年。主人公たちとは接触せず、陰に回って色々と彼らを助けるような動きを見せているが、その目的は不明である。
香川 那津子（かがわ なつこ）
南の元クラスメイトであり、親友。23歳。中学生くらいの背丈しかない。姉2人とともに出版社を経営している。幾つかのエンディングでそれとなく存在が触れられているが、実際に名前と立ち絵が登場するのはあるエンディングのみである。
小池さん
Pleiades Company作品にはなぜかレギュラー出演している看護師さん。
初出は連載小説『Scape Gunner』。登場するのはあるエンディングのみである。

## 外伝小説
作者サイトには、ゲーム本編の過去および特定エンドの後を描いた外伝小説が掲載されている。
在りし日の思い出
南の高校生時代のストーリー。香川三姉妹との初めての出会いなどが語られる。
常闇
エンディング12のその後のストーリー。ブラッドが逃走中に遭遇する事件、そしてメガイラやナサとの再会が語られる。
復讐の三姉妹
エンディング19のその後のストーリー。拉致事件の真相を発表することができずに苛立つ南と、香川三姉妹との再会、その後の暗躍が語られる。

## その他
Erinyesは、ギリシャ神話に登場する女神エリーニュスより取られている。
主人公の4人は東西南北をもじって名付けられている。
テーマやストーリーから、戦争やテロの肯定、もしくは日本の戦争責任を訴えていると見られることもあるが、作者は明確に否定しており、作中でテロに加担した者どもが悲惨な結末を迎えていることを強調している。詳しくは外部リンクに挙げている作者の日記を参照。

## 雪月花
『雪月花』（せつげっか）は『Erinyes』エンディング20（作品全体のトゥルーエンドという位置付け）の続編として制作された伝奇アドベンチャーゲーム。全7章の予定で、第1章がフリーウェアとして2005年10月に公開された。第2章も制作過程が作者のHPで公開されていたが、作者の都合により未完に終わった。第1章はベクターからのダウンロードが可能である。途中まで制作された第2章はそのままの形で、一時期作者の許可の下で入手することができた。
『Erinyes』よりさらに自由度の高いゲーム性とシステムを有していた。
拉致事件の3年後、倭国の山奥の方にある田舎町「雪宿町」を舞台としている。幼馴染みであり、雪宿神社の巫女でもある神代 深雪（かみしろ みゆき）が失踪したことを発端とし、主人公である中学2年生の柾 亮太（まさき りょうた）が、神社に伝わる伝説の謎を解き明かす物語である。第1章ではテレビにナサや南らしき人物が映っており、また第2章からはブラッドが登場する予定となっていた。

## 収録雑誌
ゲームの紹介や、ゲームそのものが付録として収録された雑誌を列挙。
- 『Web版ブロ番ガイド』（Yahoo!BB）（2004年1月26日）
- 『週刊アスキー』（アスキー）495号（2004年6月15日発売）
- 『すてきな奥さん10月号臨時増刊　“パソコン大好き”』（主婦と生活社）（2004年9月11日発売）
- 『TECH Win』（エンターブレイン）2004年10月号（9月14日発売）
- 『WindowsStart』（毎日コミュニケーションズ）2004年12月号（10月27日発売）
- 『Windowsでゲームざんまい (2005)』（ローカス）（2004年12月22日発売）
- 『Yahoo! Internet Guide』（ソフトバンクパブリッシング）2005年8月号（6月29日発売）
- 『遊べるゲーム フリー&シェアソフト厳選250』（成美堂出版）（2005年7月発売）
- 『裏テク探偵団』（アスペクト）（2005年7月11日発売）
- 『お楽しみCD57』（ウエストサイド）（2002年8月12日発売）
- 『タダで楽しむ! ウインドゥズ最強ゲーム100 Vol.5』（インフォレスト）（2005年12月15日発売）
- 『無料最新Windowsゲーム+』（笠倉出版社）（2006年4月26日発売）
- 『PC・GIGA』（インフォレスト）2006年12月号（11月5日発売）